# Phyllotis pehuenche
Phyllotis pehuenche es una especie de roedor cricétido del género Phyllotis, cuyos integrantes son denominados comúnmente ratones orejudos o pericotes. Habita en el oeste del Cono Sur de Sudamérica.

## Taxonomía
Descripción original
Esta especie fue descrita originalmente en el año 2021 por los zoólogos Jorge Pablo Jayat, Pablo Teta, Agustina A. Ojeda, Scott J. Steppan, Jared M. Osland, Pablo Edmundo Ortiz, Agustina Novillo, Cecilia Lanzone y Ricardo Alberto Ojeda.
Localidad tipo
La localidad tipo referida es: “10 km al sur de Las Leñas, margen del río Salado, en las coordenadas: 35°10′55″S 70°42′00″O / -35.18194, -70.70000, a una altitud de 1900 msnm, departamento Malargüe, Mendoza, Argentina”.
Holotipo
El ejemplar holotipo designado es el catalogado como: CMI 6791 (número de campo original: RAO 126); se trata de un macho adulto (clase de edad 3) que incluye piel, esqueleto y tejidos. Fue capturado el 23 de febrero de 2004 por Ricardo A. Ojeda. Se encuentra depositado en la colección de Mamíferos del Instituto Argentino de Investigaciones de Zonas Áridas (CMI), ubicado en la ciudad de Mendoza, en el oeste de la Argentina. Se ha depositado una secuencia de 801 pares de bases del gen cytb en GenBank con el número de acceso MT 776482.
Etimología
Etimológicamente, el término genérico Phyllotis se construye con palabras en el idioma griego, en donde: phyllon, phyllou significa ‘hoja’ y ous, otos es ‘oreja’.
El epíteto específico pehuenche (un sustantivo en aposición) es un epónimo que refiere al grupo étnico a quien fue dedicada, los pehuenches, amerindios que habitan en parte de la geonemia de esta especie.

### Caracterización y relaciones filogenéticas
Phyllotis pehuenche es de tamaño mediano respecto a las especies del género Phyllotis, pero algo grande para el contexto del complejo P. xanthopygus. Los adultos (clases de edad 3) presentan una longitud total del cuerpo comprendida entre los 230 y los 280 mm; la longitud de la cola es de entre 112 y 135 mm; la de la oreja se ubica entre los 24 y los 27 mm; el peso corporal va de 36 a 74 g.
El pelaje dorsal es de coloración ocre amarillento claro, tenuemente salpicado de negro; los flancos exhiben una ligera banda castaño-amarillenta; ventralmente predomina el gris blanquecino, el cual en algunos ejemplares está matizado con una tonalidad ante. Las orejas están cubiertas por escasos pelos de color castaño-claro. Los pies traseros son comparativamente grandes. La coloración de la cola no se ve muy bicolor (marrón claro por arriba y blanco grisáceo por debajo); es más corta o casi tiene el mismo largo que las longitudes de la cabeza y el cuerpo sumadas. Las manos y los pies están completamente cubiertos de cortos pelos blancos. Los incisivos superiores están cubiertos frontalmente por un esmalte de coloración naranja. Las series de molares superiores e inferiores son comparativamente grandes, pero delgados.
Posee un cariotipo de 2n = 38, FNa = 71-72.
Pertenece al “complejo de especies Phyllotis xanthopygus”.

### Historia taxonómica
Estudios basados en evidencia molecular sugirieron que Phyllotis xanthopygus constituía en realidad un complejo de especies, caracterizado por clados geográficamente estructurados y genéticamente divergentes. En el año 2021, un estudio analizó poblaciones del taxón en sentido amplio que están distribuidas en las laderas orientales de los Andes centrales, contrastando así dicha hipótesis filogenética molecular con evidencia morfométrica, utilizando análisis univariados y multivariados. Como resultado se reconocieron 4 clados a los que les correspondería un nivel de especie; como para uno de ellos no se contaba con un nombre disponible, se procedió a describirla con uno nuevo: Phyllotis pehuenche, gracias al fuerte apoyo de evidencia morfológica y molecular cuantitativa.

## Distribución geográfica y hábitat
Esta especie es endémica del sector noroccidental de la Patagonia argentina, en las provincias de: Mendoza (en el austral departamento Malargüe) y del Neuquén; en esta última tiene una distribución mucho más amplia, alcanzando por el sudeste la margen izquierda del río Limay. Fue colectada en los departamentos neuquinos de: Aluminé, Catán Lil, Collón Curá, Ñorquín, Picunches y Zapala.
Habita en ambientes montañosos en elevaciones bajas y medias de las laderas orientales de los Andes, en altitudes entre 1000 y 2300 m s. n. m., con vegetación xerófila de estepas o arbustales espinosos, en hábitats rocosos y vegas. Se encuentra en las ecorregiones altos Andes, monte y estepa patagónica. En parte de su distribución es simpátrica y sintópica con otra especie congenérica: P. vaccarum.